# Europski bizon
Europski bizon (lat. Bison bonasus) vrsta iz porodice šupljorožaca (Bovidae). Izvorno je bio rasprostranjen u šumama sjeverne Euroazije i sjeverne Afrike. 
Ima masivno 3,5 m dugo tijelo, visine do 2 m u ramenima i težine i do jedne tone. Dlaka je tamno smeđa, prednji dio tijela ima dužu dlaku, a stražnji kraću. Ima široku glavu i trokutastu bradu. Mužjaci i ženke imaju kratke, zakrivljene rogove. Žive u krdima, aktivan je danju i noću. 
Početkom 20. stoljeća, gotovo da je potpuno istrijebljen. Od primjeraka u zoološkim vrtovima, znanstvenici su napravili projekt oporavka brojčanog stanja vrste, što je uspjelo, tako da je sada oko 1000 primjeraka, neki su pušteni natrag u divljinu. Postoji i križanac europskog bizona i domaćeg goveda.
Danas europskih bizona ima u mnogim državama istočne i srednje Europe, a najviše u Bjeloveškoj šumi, koja je većim dijelom u Bjelorusiji, a manjim u Poljskoj. Bizon je simbol Bjelorusije. Pojavljuje se na grbovim bjeloruskih gradova i u imenima udruga pod nazivom "zubr".
U Poljskoj se proizvodi votka "Żubrówka" u koju se dodaje bizonova trava (lat. Hierochloe odorata).

## Podvrste
Postoje tri podvrste europskog bizona: 
- Kavkaski europski bizon (lat. Bison bonasus caucasicus) manji je i lakši. Istrijebljen je do 1927. godine.
- Karpatski europski bizon (lat. Bison bonasus hungarorum) – slabo poznata podvrsta, upitno je da li i uopće je podvrsta.
- Nizinski europski bizon (lat. Bison bonasus bonasus) -  od 1921. Opstao je samo u zoološkim vrtovima. Od 56 preostalih životinja podignuto je novo krdo.

Europski i američki bizoni usko su povezane vrste, koje potječu od izumrle vrste bizona (lat. Bison sivalensis). Fosilni ostaci postoje u sjevernoj Indiji. Prije ledenog doba, prešli su u Sjevernu Ameriku i evoluirali u današnjeg američkog bizona. 